# Pseudotecjum

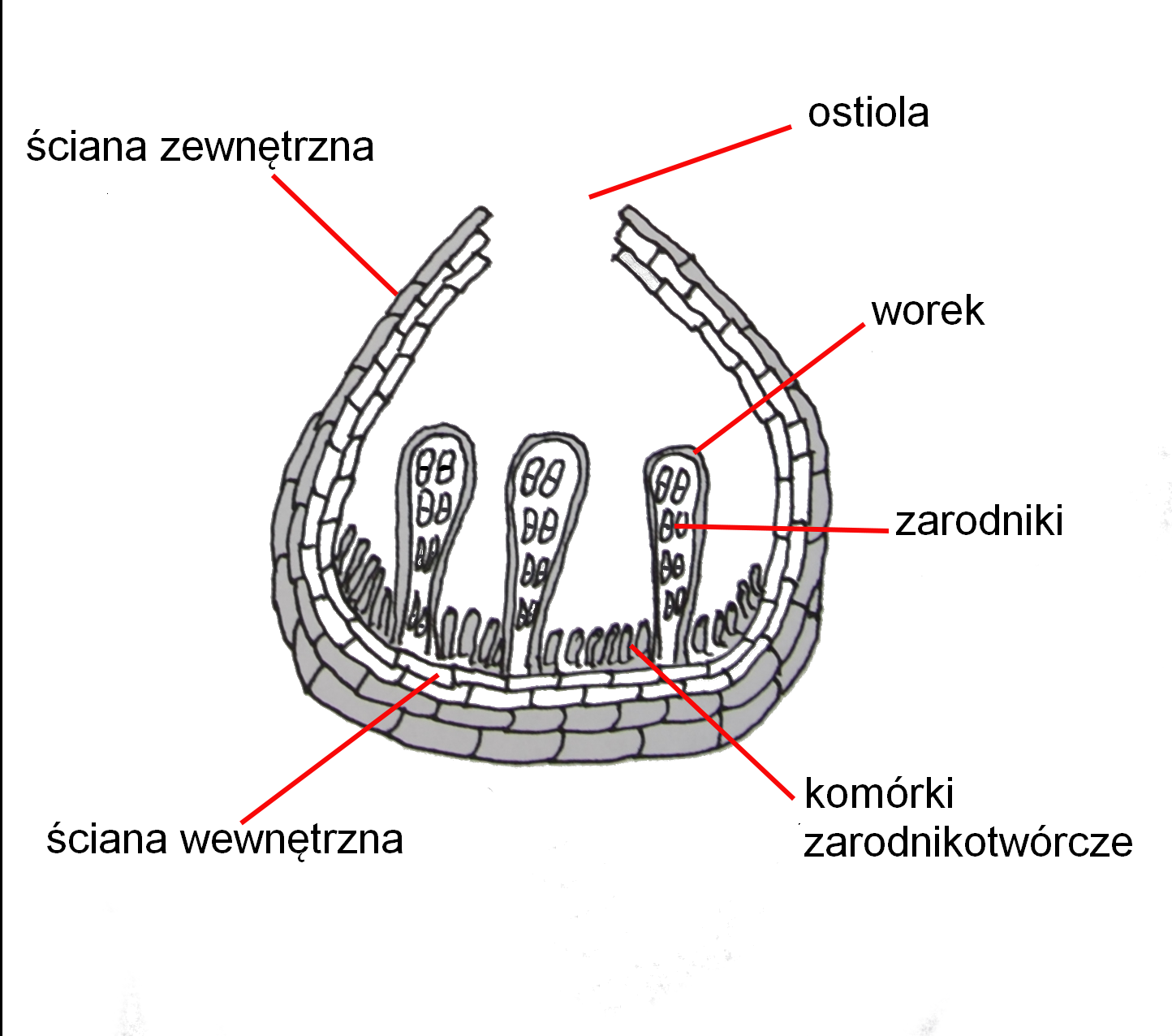
Schemat pseudotecjum u Stagonosporopsis cucurbitacearum

Pseudotecjum (łac. pseudothecium) – rodzaj askokarpu u workowców. Powstają w nim na drodze płciowej zarodniki zwane askosporami. Jest to owocnik typu askostroma, to znaczy, że najpierw powstaje podkładka (stroma), a dopiero na niej, lub w jej komorach tworzą się worki z askosporami.
Pseudotecja występują u licznych grzybów pasożytniczych, np. u Venturia inaequalis powodującego parcha jabłoni. Na szczycie pseudotecjum jest otwór (ostiola), jednak u Venturia inaequalis w czasie suchej pogody jest on zamknięty. Dopiero po zwilżeniu wodą ściany pseudotecjum pęcznieją, otwór powiększa się i zarodniki wydostają się na zewnątrz.
Pseudotecjum jest morfologicznie podobne do perytecjum. Różnica jest taka, że perytecjum ma własną ścianę owocnika, natomiast pseudotecjum powstaje w komorze podkładki, jego ścianą jest więc ściana komory podkładki. Według innych mykologów pojęcie pseudotecja to kuliste askokarpy zawierające loculi. Zarodniki uwalniane są z nich przez otwory powstałe w wyniku lizy. Ostatnio zanika tendencja do rozróżniania tych pojęć i używa się nazwy perytecjum również do określenia pseudotecjów